# Seymour Hicks
Sir Edward Seymour Hicks, född 30 januari 1871 i St. Hélier på ön Jersey, död 6 april 1949 i Hampshire, var en brittisk skådespelare.

## Biografi
Seymour Hicks är mest känd för sin rollprestation som Ebenezer Scrooge i flera teateruppsättningar av Charles Dickens bok En julsaga. Han spelade även rollen två gånger på film, första filmen släpptes 1913 i form av en stumfilm och andra filmen 1935 som var den första ljudfilmsversion av berättelsen.

## Filmografi i urval
- 1913 – Scrooge
- 1935 – Royal Cavalcade
- 1935 – Scrooge
- 1939 – The Lambeth Walk
- 1939 – Young Man's Fancy